# ثيودور فولر
ثيودور فولر (بالإنجليزية: Theodore Fowler)‏ (25 سبتمبر 1879 في المملكة المتحدة - 17 أغسطس 1915 في المملكة المتحدة) هو لاعب كريكت بريطاني (وحمل سابقاً جنسية المملكة المتحدة لبريطانيا العظمى وأيرلندا). لعب مع نادي مقاطعة غلوستر للكريكت ‏.

## وصلات خارجية
- ثيودور فولر على موقع إي آس بي آن كريك إنفو (الإنجليزية)